# Natuurwandelroute N70

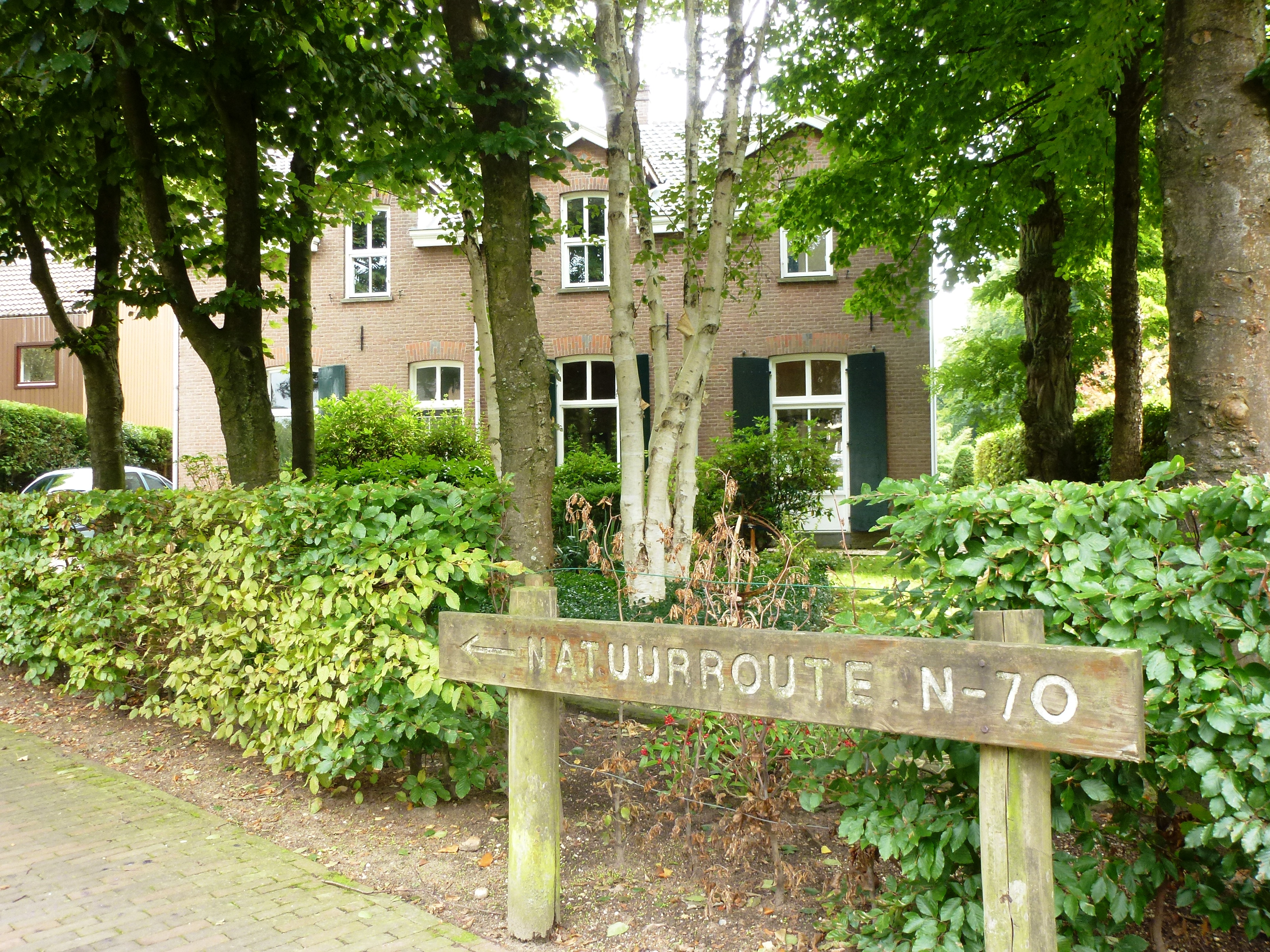
Bord ter hoogte van de Oude Kleefsebaan 95

De Natuurwandelroute N70 is een wandelroute in de plaatsen Beek, Ubbergen en Berg en Dal bij Nijmegen. De afkorting N70 verwijst naar het door de Europese Raad ingestelde Natuurbeschermingsjaar 1970, naar aanleiding waarvan deze route werd uitgezet.

## Ontstaansgeschiedenis

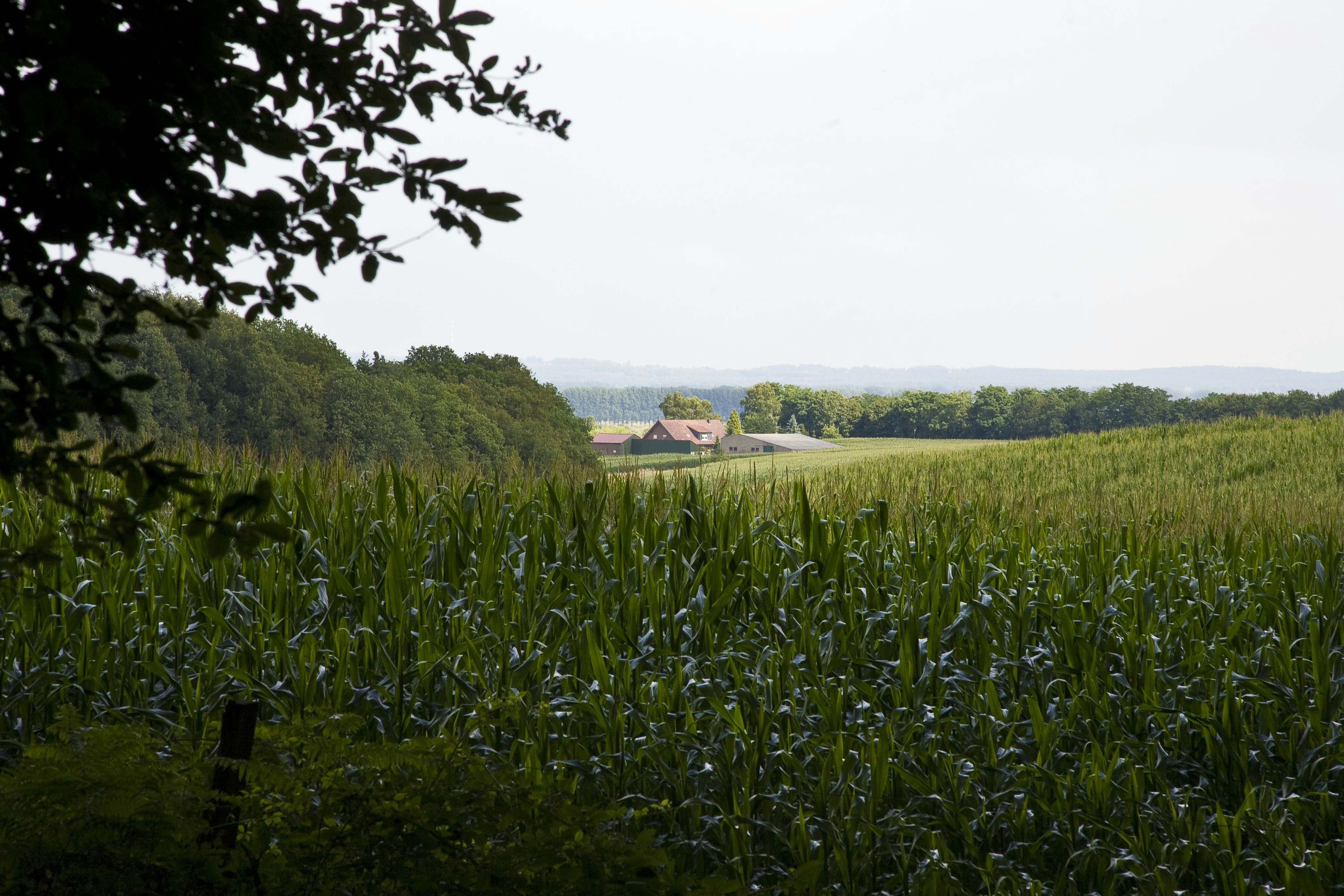
Landschap in het grensgebied van Nederland en Duitsland

De route werd uitgezet door het Nijmeegse comité N '70 in samenwerking met Staatsbosbeheer, het Gelders Landschap en de Streek-VVV Rijk van Nijmegen.

## Routeverloop

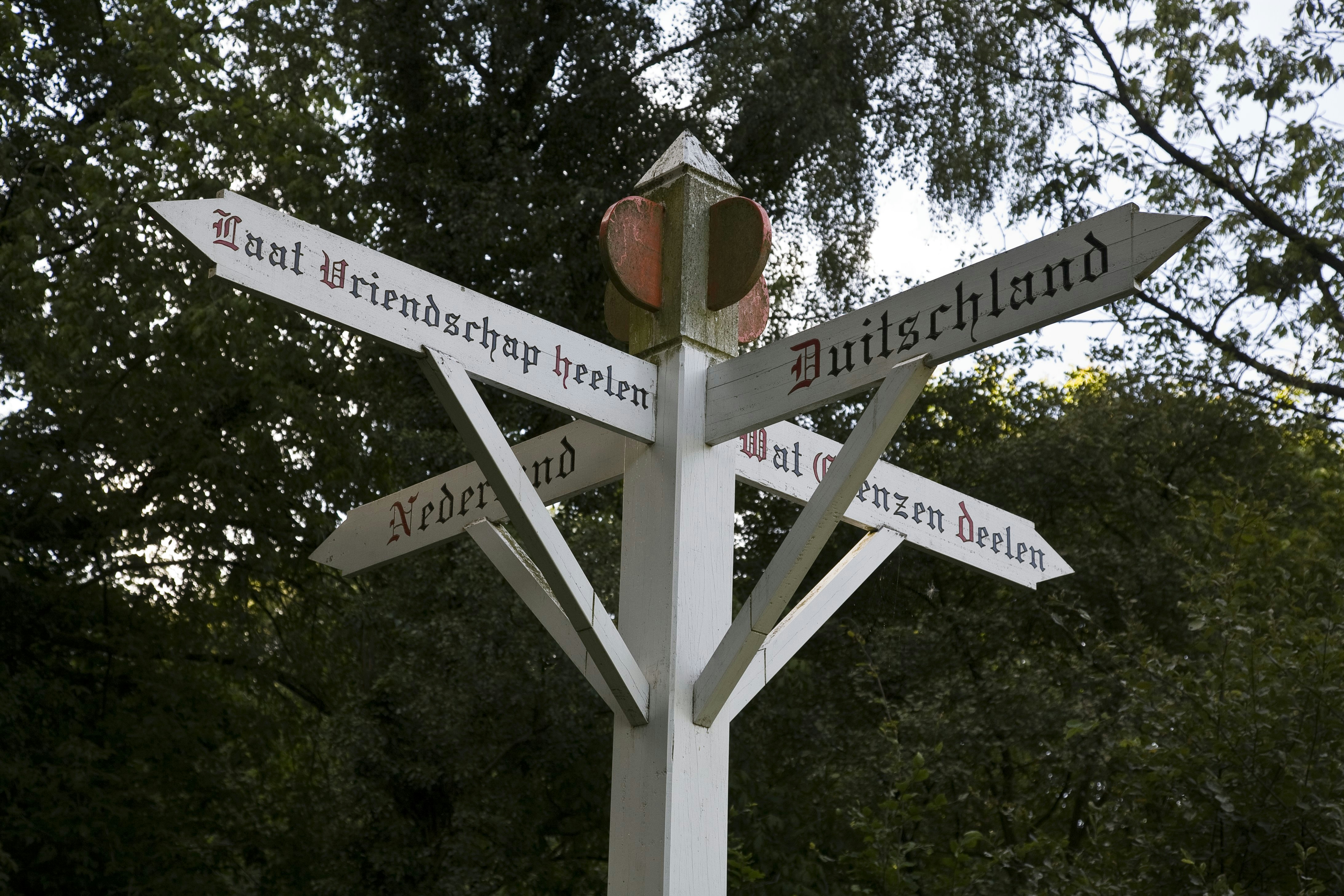
Grenspaal uit 1909 in het Keteldal, met opschrift Laat vriendschap heelen wat grenzen deelen

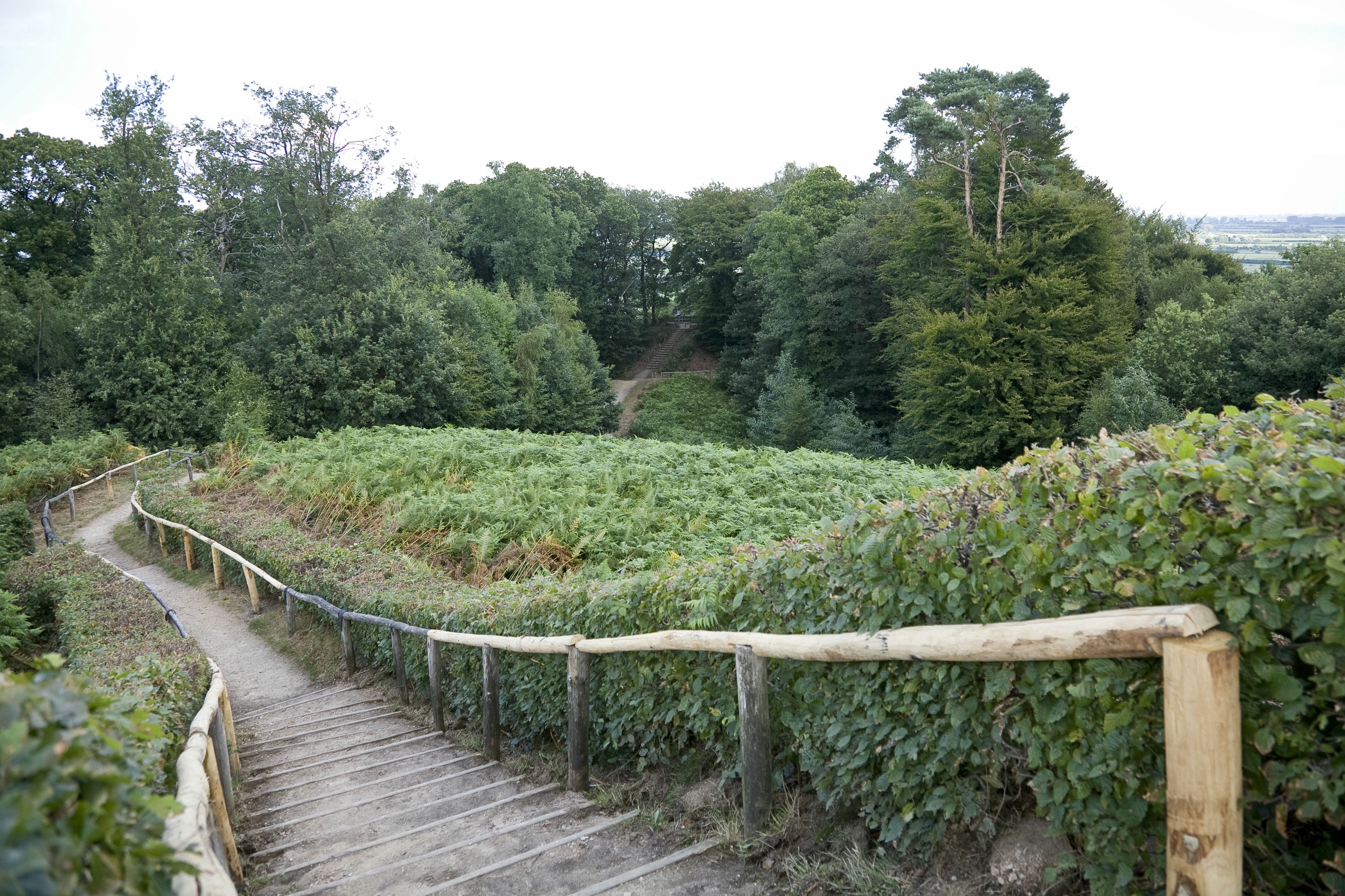
Zicht vanaf de motteburcht

De route loopt over de 90 meter hoge stuwwal van Nijmegen (Nederrijnse Heuvelrug), een overblijfsel van de laatste ijstijd. De route is 16 km lang en bestaat uit een oostelijke en westelijke lus van ongeveer gelijke lengte. In het middel ligt het traditionele startpunt, bij hotel 't Spijker. Maar men kan eventueel ook op andere punten langs de route starten. De route is in twee richtingen te lopen. Onderweg loopt men over acht heuvels met een opgeteld hoogteverschil van 360 hoogtemeters. In de oostelijke lus liggen de Kleverberg, Duivelsberg, Wijlerberg en Sterrenberg. In de westelijke lus liggen de Reigersberg, Stollenberg, Boterberg en Ravenberg. Door het geaccidenteerde karakter is het een zeer populaire route, die ook veel gebruikt wordt als oefenparcours voor hardlopers en langeafstandwandelaars.

## Markante punten
Oostelijk deel:
- Het voormalige tramtracé van het bergspoor van de Nijmeegse tram met bruggenhoofden van het tramviaduct aan de van Randwijckweg.
- Het Keteldal. Hier liep tot een grenscorrectie van 1949 de grens tussen Duitsland en Nederland. Een historische grenspaal markeert deze plaats.
- De Duivelsberg met de vallei 'Assekuul' met vlechtheggen met oude eiken.
- Huis Wylerberg waar de Vereniging Nederlands Cultuurlandschap is gevestigd.
- De Kleverberg met uitzicht over de Duffelt.
- De burcht Mergelpe, een mottekasteel uit het jaar 1000.
- Het Eversbos waar nog een oude Romeinse leemkuil is te herkennen.
- Het Filosofendal met de Filosofenbeek.

In het westelijk deel vindt men onder meer:
- Heerlijkheid Beek, met de Elyzeese Velden en Huys te Schengen.
- De Wolfsheuvel met uitzicht op de Ooijpolder en Persingen tot aan Arnhem.
- Het Hengstdal
- Het voormalige park van het in 1886 gesloopte kasteel Ubbergen naast de Sint Maartenskliniek.

## Natuurbeheer
De terreinen waar de route over loopt zijn in beheer van verschillende natuurbeheerorganisaties, te weten Staatsbosbeheer, Het Gelders Landschap en Natuurmonumenten.